# Kim Jun-su
Kim Jun-su (김준수?, 金俊秀?), noto anche con lo pseudonimo di Xia ([siˈɑ]; 시아?; Gyeonggi, 15 dicembre 1986), è un cantante, cantautore, attore, danzatore e modello sudcoreano. Nel corso della sua carriera si è contraddistinto come uno degli idol più celebri del suo paese ed è considerato uno dei più grandi cantanti del k-pop moderno.
È divenuto noto a livello mondiale nel 2003, anno del debutto dei TVXQ, gruppo musicale sudcoreano di musica pop del quale è stato membro e che ha venduto milioni di dischi nella seconda metà degli anni duemila. Nel 2009, assieme ai membri del gruppo Jaejoong e Yoochun, ha fatto causa alla SM Entertainment reclamando la validità del loro contratto con l'etichetta discografica e richiedendo l'annullamento di quest'ultimo. La Corte di Seul ha successivamente decretato la sospensione del contratto dei tre denuncianti, i quali hanno formato nel 2010 un proprio gruppo divenuto noto come JYJ.
Kim Jun-su ha inoltre iniziato una carriera da solista nel 2010 pubblicando in Giappone l'EP Xiah, che ha raggiunto la seconda posizione della classifica Oricon. Nel medesimo anno ha iniziato inoltre a specializzarsi nel genere musical, interpretando Wolfgang nello spettacolo Mozart!, il quale è stato acclamato dalla critica ed ha ottenuto successo commerciale. Dopo la pubblicazione di Xiah, la sua carriera da solista è stata temporaneamente interrotta per via di discordanze con l'etichetta giapponese Avex Trax che hanno portato alla sospensione delle sue attività in Giappone. Nel maggio 2012 ha pubblicato in Corea del Sud il suo primo album da solista, Tarantallegra, rappresentato dalla sua nuova agenzia, la C-JeS Entertainment. Dopo la pubblicazione del disco, ha iniziato il suo primo tour mondiale. Nel luglio 2013 ha pubblicato il suo secondo album da solista, Incredible.
Nonostante le limitazioni in campo promozionale causate dal processo contro la SM Entertainment, Tarantallegra ed Incredible hanno raggiunto la seconda posizione della classifica Circle Chart, e rispettivamente il decimo e quinto posto nella Billboard World Albums. In diverse circostanze, i biglietti per i suoi concerti e musical sono andati sold-out nel giro di pochi minuti, portando i media sudcoreani a definire la sua influenza come "ticket power".

## Biografia
Kim Jun-su nacque e crebbe nella provincia di Gyeonggi, in Corea del Sud. È gemello dizigote di Juno, anch'egli cantante ed attivo principalmente in Giappone e Cina. All'età di undici anni firmò per la SM Entertainment dopo aver partecipato a dei provini effettuati dall'etichetta musicale.
Nel 2002 fu piazzato in un gruppo R&B assieme agli altri allievi della SM Eunhyuk e Sungmin. Apparirono in uno show chiamato 2002 Survival Audition - Heejun vs. Kangta, Battle of the Century. Moon Hee-jun e Kangta, due celebri membri della boy band HOT (in precedenza parte della SM), fecero da loro giudici e mentori. Kangta in particolare rimase colpito dalle abilità canore di Kim Jun-su, dichiarando che aveva potenziale per diventare un cantante. Tuttavia, il gruppo si sciolse ancora prima di debuttare: Eunhyuk e Sungmin furono scelti come membri dei Super Junior, mentre Kim Jun-su fu selezionato come elemento dei TVXQ.

### 2003–2009: i TVXQ ed il processo contro la SM Entertainment
Kim Jun-su fu il primo membro ad unirsi alla boy band TVXQ, composta oltre a lui da U-Know Yunho, Hero Jaejoong, Micky Yoochun e Max Changmin.
Il gruppo debuttò ufficialmente il 26 dicembre 2003 durante uno showcase con BoA e Britney Spears, esibendosi con il loro singolo d'esordio "Hug" e una versione a cappella di "Oh Holy Night". Scelse il nome d'arte Xiah, derivante dalla parola Asia, poiché il suo desiderio non era solamente quello di divenire celebre in Corea del Sud, ma quello di essere conosciuto in tutto il continente asiatico.
Nel 2006 collaborò con la cantante cinese Zhang Liyin per il singolo d'esordio di quest'ultima, "Timeless", prendendo spunto da un singolo del 2003 registrato come duetto da Kelly Clarkson e Justin Guarini. Fece inoltre una comparsa nel video musicale del singolo. Nel 2007 fu selezionato come membro del progetto parallelo Anyband, composto oltre a lui da BoA, Tablo degli Epik High e la jazzista e pianista Jin Bora. Anyband pubblicò solamente un singolo omonimo.
Il 31 luglio 2009, assieme agli altri membri dei TVXQ Jaejoong e Yoochun, intentò una causa contro la loro agenzia, la S.M. Entertainment, reclamando la validità del loro contratto con l'etichetta discografica e richiedendo l'annullamento di quest'ultimo. Il trio affermò che i contratti, della durata di tredici anni, erano eccessivamente lunghi e che essi erano stati rinnovati a loro insaputa e senza il loro consenso, accusando inoltre la SM Entertainment di non aver distribuito equamente i guadagni ai membri del gruppo. Conseguentemente la Corte Centrale di Seul rilasciò un ordine che sospendeva temporaneamente i contratti dei tre denuncianti e impediva alla SM Entertainment di interferire in qualsiasi loro attività individuale.
Nel novembre 2012, dopo tre anni e quattro mesi, Jaejoong, Yoochun, Kim Jun-su e la SM Entertainment raggiunsero un accordo comune, che decretava l'annullamento dei loro contratti con la compagnia ed ordinava da lì in poi ad entrambe le parti di non interferire con le attività reciproche. Pertanto, attraverso un ordine della Corte Centrale di Seul, la SM Entertainment acconsentì la cancellazione dei contratti e promise che non si sarebbe più intromessa in alcun modo nelle attività dei tre denuncianti in Corea del Sud.
Nel corso della sua carriera come membro dei TVXQ, Kim Jun-su scrisse e compose diverse canzoni pubblicate dalla band in Giappone e Corea. La sua prima composizione fu una ballad intitolata "Nae Gyeote Sumsuil Su Ittdamyeon (White Lie)" (네 곁에 숨쉴 수 있다면), inclusa nel terzo album in studio dei TVXQ, "O"-Jung.Ban.Hap.. In occasione del secondo tour asiatico del gruppo, Kim Jun-su cantò una canzone da lui stesso composta e intitolata "My Page". Compose inoltre la ballata "Rainy Night". Per il ritorno del gruppo nel 2008, scrisse il brano "Noeur... Baraboda (Picture of You)" (노을... 바라보다), incluso nel loro quarto disco in studio Mirotic. Nel corso del loro terzo tour asiatico, cantò invece il singolo "Xiahtic", riscritto ed esibito successivamente in giapponese in occasione di una sua performance al Tokyo Dome nel Tohoshinki 4th Live Tour 2009: The Secret Code. Assieme agli altri membri della boy band, apparve inoltre nelle trasmissioni Banjun Theater e Vacation.

### 2010–2011: i JYJ e l'inizio della carriera da solista
Agli inizi del 2010 Kim Jun-su partecipò al musical austriaco Mozart!, interpretando il protagonista Wolfgang. Il suo debutto nel genere musical si rivelò un successo e i biglietti di ciascuno dei suoi spettacoli andarono completamente sold-out. Ricevette inoltre il riconoscimento "Best Newcomer" in varie manifestazioni.
Nell'aprile del medesimo anno, Jaejoong, Yoochun e Kim Jun-su fondarono il gruppo JYJ (inizialmente conosciuto come JUNSU/JEJUNG/YUCHUN in Giappone), attraverso un annuncio da parte della Avex Trax, ai tempi casa discografica del trio. In seguito all'annuncio di una pausa temporanea dei TVXQ a causa del processo con la SM Entertainment, Kim Jun-su iniziò la propria carriera da solista in Giappone. Fu quindi diffuso un video teaser per promuovere il singolo da lui stesso composto, "Intoxication", ed annunciato che esso sarebbe stato il brano principale del suo EP Xiah. Quest'ultimo fu pubblicato il 26 maggio e debuttò al secondo posto della classifica nipponica Oricon. Due brani inclusi nell'EP, "Kanashimi no Yukue" (悲しみのゆくえ) e "君がいれば ～Beautiful Love～" furono utilizzati come sigle musicali di Atono Love Letter (５年後のラブレター A Love Letter 5 Years From Now?) e Beautiful Love ～君がいれば.

## Vita privata
Oltre al coreano, Kim Jun-su è fluente in giapponese ed inglese.
Nel luglio 2015 avvia una relazione con la cantante Hani, membro del gruppo musicale EXID.

## Discografia

### Album
- 2012 - Tarantallegra
- 2013 - Incredible
- 2015 - Flower

### EP
- 2010 - Xiah
- 2013 - Musical December 2013 with Kim Jun-su

## Filmografia

### Drama televisivi
- Vacation (베케이션) - serie TV, episodi 1-4 (2006)
- Scent of a Woman (여인의 향기) - serie TV, episodio 5 (2011)
- Introverted Boss (내성적인 보스) - serie TV, episodio 1 (2017)

### Film
- All About Dong Bang Shin Ki (All About 東方神起) - (2006)
- All About Dong Bang Shin Ki season 2 (All About 東方神起 시즌 2) - (2007)
- All About Dong Bang Shin Ki season 3 (All About 東方神起 시즌 3) - (2009)
- Dating On Earth (지구에서 연애중) - film TV (2010)
- JYJ Come On Over: Director's Cut (제이와이제이 Come On Over: Director's Cut) - (2012)

### Speciali
- First Love (첫사랑) - (2005)
- The King's Man - (2006)
- Tokyo Holiday (도쿄 홀리데이) - (2006)
- The Uninvited Guest (초대받지 않은 손님) - (2006)
- Finding Lost Time (잃어버린시간을 찾아서) - (2006)
- Unforgettable Love (내생애 가장 잊지못할 그녀) - (2006)
- Dangerous Love (위험한사랑) - (2006)

### Programmi televisivi
- Music Fair (ミュージックフェア) - programma televisivo (2003)
- Music Station (ミュージックステーション) - programma televisivo (2003)
- Hey! Hey! Hey! Music Champ - programma televisivo (2003)
- Channel A (チャンネル エー) - programma televisivo (2003)
- EBS SPACE (EBS 스페이스 공감) - programma televisivo (2004)
- X-Man (X맨) - programma televisivo, episodi 94-95, 100-101, 151-152 (2005, 2006)
- Jiwhaza (작렬! 정신통일) - programma televisivo (2007)
- Explorers of the Human Body (인체탐험대) - programma televisivo, episodi 9-10 (2008)
- Happy Together 3 (해피투게더3) - programma televisivo, episodi 35 (2008)
- Champagne (샴페인) - programma televisivo (2008)
- Family-ga tteotda (패밀리가 떴다) - programma televisivo, episodi 17-18 (2008)
- Shabekuri 007 (しゃべくり007) - programma televisivo, episodio 28 (2009)
- Fruitful Trip (수확여행) - programma televisivo, episodi 1-5 (2016)
- Sharing House (공유의 집) - programma televisivo, episodi 1-2 (2019)
- Miss Trot 2 (미스트롯2) - programma televisivo, episodi 1-10 (2020, 2021)